# Libényi János
Libényi János (Csákvár, 1831. december 8. – Bécs, 1853. február 26.) szabósegéd, aki merényletet kísérelt meg I. Ferenc József magyar király ellen. A király ellen elkövetett hét merényletkísérletből ez volt az első.

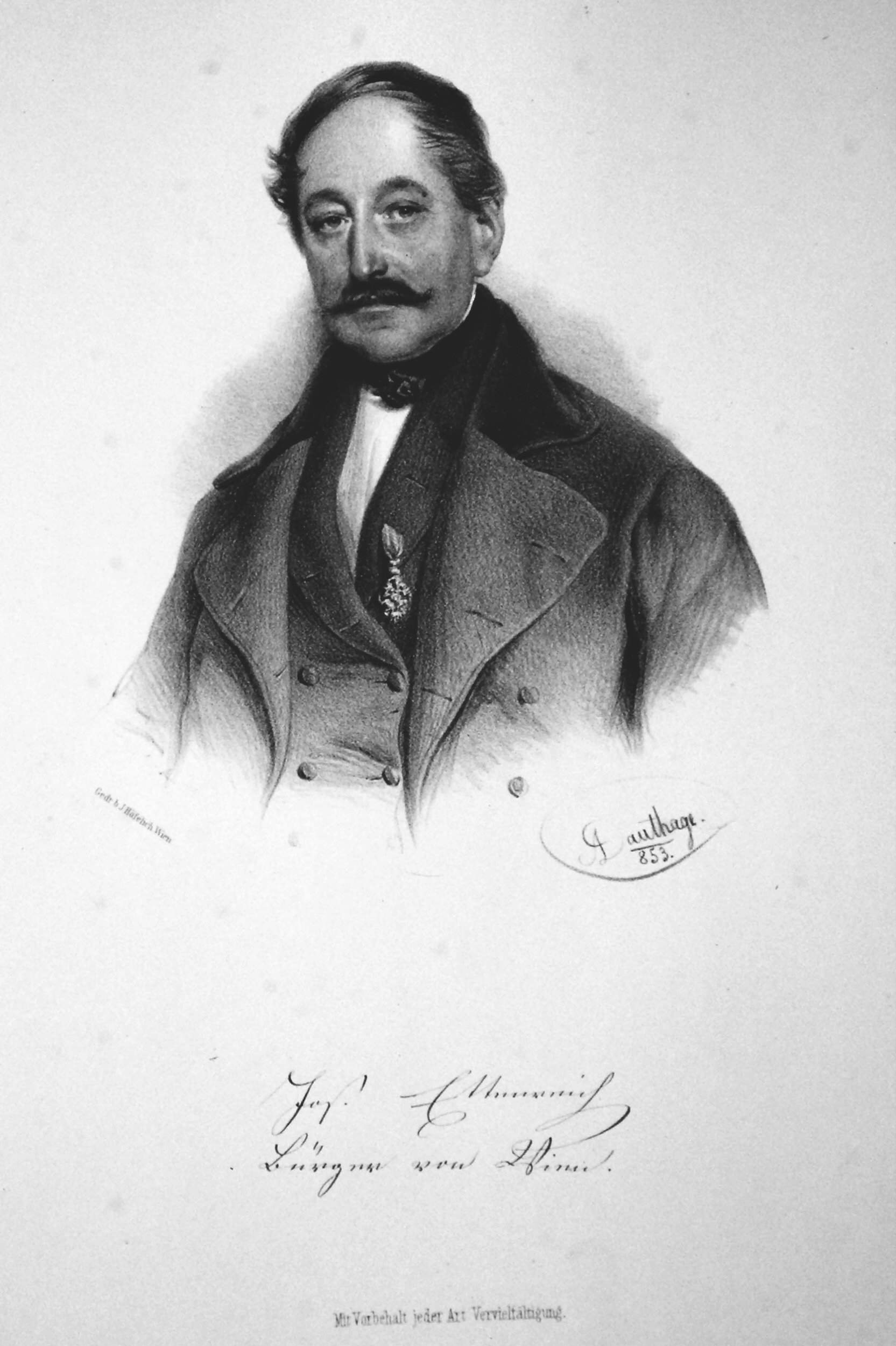
Joseph Ettenreich bécsi mészáros

## Élete
Idősebb Libényi János szabó és szűrszabó, főcéhmester és Lukács Erzsébet gyermekeként született. Korábban katonaszabó segédjeként dolgozott Aradon, 1850-ben Pestre, egy évre rá Bécsbe utazott. 

Bekapcsolódott ellenállási mozgalmakba, és Ferenc József elleni merényletre készült. Libényi szándékában – a hagyomány szerint – az is közrejátszott, hogy az ifjú Ferenc József korábban elcsábította Margit nevű húgát. (Ebből annyi lehetett igaz, hogy a fiatal uralkodót a táncosnő a Práterben csárdásával elbűvölte, aki kiemelte, és kitaníttatta.) Ez volt az utolsó csepp a pohárban, és elhatározta: megöli a császárt.

## A merénylet
1853. február 18-án hajtotta végre a gyilkossági kísérletet, amikor a császár szokásos sétájának útvonalán, a Kärtnertor bástyasétányon időzött, s kihajolt a bástya mellvédjén, hogy a lent gyakorló katonákat megfigyelje. Ekkor lépett elő Libényi, és egy konyhakéssel hátulról nyakon szúrta.
Kísérlete O'Donnel Miksa őrnagy, szárnysegéd és Joseph Ettenreich bécsi mészáros közbelépése miatt hiúsult meg, a császár kisebb sebesülésekkel megúszta a támadást. Életét azonban nem csak a gyors közbelépésnek köszönhette, ugyanis Libényi rossz pengéjű kése a kemény zubbonygallért találta el, és megcsúszott rajta, ami nagyban hozzájárult életben maradásához. Ferenc József ágynak dőlt, és egy ideig attól kellett tartani, hogy a szeme világát is elveszíti. Libényit elfogták, kihallgatásán elmondta, hogy 1849-ben az aradi vár katonai szabóműhelyében dolgozott, és tanúja volt az aradi vértanúk kivégzésének. Akkor határozta el, hogy bosszút áll az uralkodón, aki megakadályozhatta volna a kivégzéseket, mégsem tett semmit.
Libényit haditörvényszék elé állították, és kötél általi halálra ítélték, amit még februárban végre is hajtottak. Azon a helyen, ahol a merényletet elkövette, épült a bécsi Votivkirche (fogadalmi templom).
Az eset kapcsán a bécsi udvar a forradalmi mozgalmakra újabb terrorhullámmal válaszolt, sorozatos letartóztatásokkal és kivégzésekkel, állandó őrjáratokkal és házkutatásokkal. A néphagyomány szerint a csákvári merénylő miatt nem érte el soha Csákvárt a vasút.
Érdekességként megemlíthető, hogy Ferenc József a várfalat, ahol megtámadták, még abban az évben földig romboltatta, a helyén épült meg a Ring, a bécsi Nagykörút.

## Emlékezete
Budai József növénynemesítő a szabadságharc hősei mellett Libényiről is elnevezett egy általa kifejlesztett barackfajtát.